# لئو کادانوف
لئو کادانوف (انگلیسی: Leo Kadanoff؛ زاده ۱۴ ژانویهٔ ۱۹۳۷) یک فیزیک‌دان در زمینه فیزیک نظری اهل ایالات متحده آمریکا است. او در سال ۱۹۸۹ برنده مدال بولتزمن شد.